# 1969 na literatura

## Nascimentos
| Data           | Nome                  | Profissão                        | Nacionalidade | Observações                                                      | Ref   |
| -------------- | --------------------- | -------------------------------- | ------------- | ---------------------------------------------------------------- | ----- |
| 29 de dezembro | Tiago Torres da Silva | escritor e dramaturgo            | Portugal      |                                                                  |       |
| ??             | Pedro Teixeira Neves  | jornalista, fotógrafo e escritor | Portugal      | Prémio Retratar Um Livro Prémio de Fotografia Reflexos de Lisboa | [ 1 ] |

## Mortes
| Data           | Nome                  | Profissão                                        | Nacionalidade  | Observações | Ref |
| -------------- | --------------------- | ------------------------------------------------ | -------------- | ----------- | --- |
| 2 de abril     | Rodrigo Octavio Filho | escritor e advogado                              | Brasil         | n. 1892     |     |
| 7 de maio      | Manuel Mendes         | escritor, escultor e político                    | Portugal       | n. 1906     |     |
| 11 de julho    | Guilherme de Almeida  | advogado, jornalista, poeta, ensaísta e tradutor | Brasil         | n. 1890     |     |
| 12 de agosto   | Múcio Leão            | poeta e jornalista                               | Brasil         | n.1898      |     |
| 21 de outubro  | Jack Kerouac          | romancista e poeta                               | Estados Unidos | n. 1922     |     |
| 29 de novembro | Alves Redol           | escritor                                         | Portugal       | n. 1911     |     |
| 2 de dezembro  | José María Arguedas   | escritor e antropólogo                           | Peru           | n.1911      |     |
| 22 de dezembro | José Régio            | escritor, jornalista e dramaturgo                | Portugal       | n. 1901     |     |

## Prémios literários
- Nobel de Literatura - Samuel Beckett.
- Prémio Machado de Assis - Edilson Carneiro